# Topi Lehtipuu

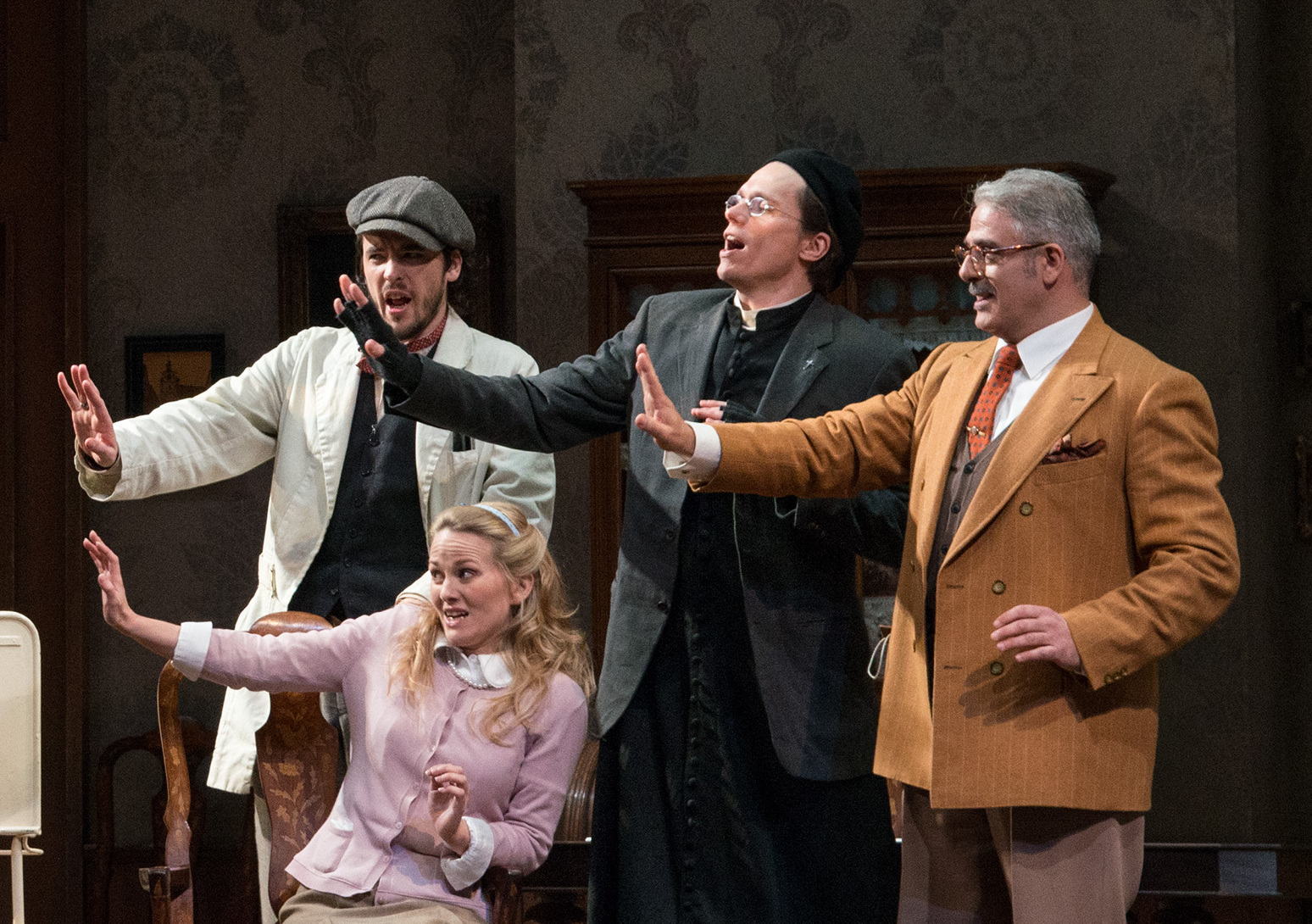
Topi Lehtipuu während einer Opernszene (2.v.r.)

Topi Lehtipuu (* 24. März 1971 in Brisbane, Australien) ist ein finnischer Opernsänger und Kulturmanager, der sich sowohl als Tenor als auch als künstlerischer Leiter einen Namen gemacht hat. Seine musikalische Ausbildung begann an der Sibelius-Akademie in Helsinki, wo er zunächst Chorleitung, Geige, Klavier und Gesang studierte, bevor er sich im Alter von 26 Jahren für eine Karriere als professioneller Sänger entschied. Lehtipuu, der 1999 sein Operndebüt gab, hat sich seitdem durch seine Vielseitigkeit in der Interpretation klassischer und zeitgenössischer Werke sowie durch seine Tätigkeit als Kulturmanager, unter anderem als Direktor des Helsinki Festivals von 2015 bis 2018, ausgezeichnet.

## Persönliches Leben
Topi Lehtipuu, 1971 in Brisbane, Australien, geboren, wuchs in Tampere, Finnland auf. Seine musikalische Ausbildung begann er an der Sibelius-Akademie in Helsinki, wo er zunächst eine Chorleiter-Ausbildung plante. Während seiner Studienzeit widmete sich Lehtipuu verschiedenen musikalischen Richtungen. Er studierte sowohl Geige, Klavier als auch Gesang und war gleichzeitig in einer Rockband sowie einem Gospelchor aktiv.
Im Jahre 1999 gab Lehtipuu sein Operndebüt, was den Beginn seiner Karriere als professioneller Opernsänger markierte. Neben seiner Tätigkeit als Sänger übernahm Lehtipuu auch Führungspositionen im finnischen Kulturleben. Er fungierte als künstlerischer Leiter des Kammermusikfestivals von Joroinen sowie der Musikfestspiele in Turku und Helsinki.
Von 2015 bis 2018 bekleidete Lehtipuu die Position des Direktors des Helsinki Festivals, einer bedeutenden Veranstaltung im finnischen Kulturkalender. Zuvor war er von 2010 bis 2015 künstlerischer Leiter der Musikfestspiele in Turku.
Lehtipuu ist auch pädagogisch tätig und leitet eine Gesangsklasse im ostfinnischen Savonlinna. Als Sänger trat er in Konzertsälen und Opernhäusern weltweit auf und ist für ein breites Repertoire bekannt, das von früher Musik über Bach und Mozart bis hin zu zeitgenössischen Werken reicht.

## Karriere als Opernsänger
Topi Lehtipuu hat sich als finnischer Tenor einen Namen in der Opernwelt gemacht. Seine Karriere als Opernsänger begann relativ spät, nachdem er zunächst andere musikalische Wege eingeschlagen hatte. Erst mit 26 Jahren entschied sich Lehtipuu, professioneller Sänger zu werden, nachdem er zuvor Geige und Klavier studiert hatte.
Lehtipuus Operndebüt fand im Jahr 1999 statt, als er die Titelrolle in Benjamin Brittens Albert Herring in Vantaa, Finnland, übernahm. Kurz darauf folgte sein Auftritt als Tamino in Mozarts Die Zauberflöte am renommierten Théâtre des Champs-Élysées in Paris. Diese frühen Auftritte markierten den Beginn einer vielversprechenden Karriere im Opernfach.
In den folgenden Jahren etablierte sich Lehtipuu als vielseitiger Interpret, der sich sowohl in klassischen als auch in zeitgenössischen Werken zu Hause fühlte. Er trat in zahlreichen Mozart-Opern auf und erweiterte sein Repertoire um Werke von Händel, wie beispielsweise Jephtha. Auch in Hector Berlioz’ Les Troyens konnte er sein Können unter Beweis stellen, wobei er unter der Leitung des renommierten Dirigenten John Eliot Gardiner sang.
Ein bedeutender Moment in Lehtipuus Karriere war die Uraufführung der Oper Die Tragödie des Teufels von Péter Eötvös an der Bayerischen Staatsoper im Februar 2010, bei der er die Rolle des Adam übernahm. Dieser Auftritt unterstrich seine Fähigkeit, sich auch in zeitgenössischen Werken zu behaupten und neue musikalische Herausforderungen anzunehmen.
Lehtipuus Diskografie spiegelt die Breite seines Repertoires wider. Eine bemerkenswerte Aufnahme ist Combattimento, eine Sammlung von Monteverdi-Werken, bei der er neben Rolando Villazón und Patrizia Ciofi unter der Leitung von Emmanuelle Haïm auftrat. Diese Aufnahme wurde von Kritikern hoch gelobt und erhielt mehrere Auszeichnungen, darunter die Wahl zum „Choral & Song Choice“ des BBC Music Magazine im Januar 2007.
Ein weiteres herausragendes Projekt in Lehtipuus Diskografie ist seine Mitwirkung an John Eliot Gardiners Aufnahmen von Haydns Messen mit dem Monteverdi Choir und den English Baroque Soloists. Diese Aufnahmen wurden von Kritikern gefeiert und erhielten unter anderem die Auszeichnung „Editor’s Choice“ des Gramophone Magazine im Juli 2002.
In der Welt der Barockoper hat Lehtipuu ebenfalls Spuren hinterlassen. Seine Beteiligung an der Aufnahme von Vivaldis Ercole su’l Termodonte unter der Leitung von Fabio Biondi mit Europa Galante zeigt seine Vielseitigkeit im Barockfach. Diese Aufnahme wurde mit dem „Diapason d’Or“ im März 2020 ausgezeichnet.
Lehtipuus Interpretation zeitgenössischer Werke wird durch seine Mitwirkung an der DVD-Aufnahme von Strawinskys The Rake’s Progress in der Glyndebourne Festival Opera unterstrichen. In dieser Produktion, die von Vladimir Jurowski dirigiert wurde, verkörperte Lehtipuu die Rolle des Tom Rakewell. Seine Darstellung wurde von Kritikern gelobt, die besonders seine Fähigkeit hervorhoben, die allmähliche Entwicklung der Figur überzeugend darzustellen.
Neben seinen Opernauftritten hat sich Lehtipuu auch als Konzertsänger einen Namen gemacht. Seine Interpretation des Evangelisten in Bachs Johannes-Passion, aufgenommen mit den Berliner Philharmonikern unter der Leitung von Sir Simon Rattle, wurde besonders gelobt. Diese Aufnahme, die sowohl als DVD als auch als Blu-ray veröffentlicht wurde, zeigt Lehtipuus Fähigkeit, komplexe musikalische und dramatische Anforderungen zu bewältigen.
Lehtipuus künstlerische Vielseitigkeit zeigt sich auch in seiner Aufnahme von Vivaldis Arie per tenore, die er mit Diego Fasolis und I Barocchisti für das Label „naïve classique“ einspielte. Diese Aufnahme, die 2010 veröffentlicht wurde, präsentiert eine Auswahl von Arien aus Vivaldis Opern und unterstreicht Lehtipuus Affinität zur Barockmusik.
In seiner Rolle als Interpret klassischer Werke hat Lehtipuu auch an Aufnahmen von Haydns Die Schöpfung mitgewirkt. Eine bemerkenswerte Aufnahme dieses Werks entstand mit dem Mozarteumorchester Salzburg unter der Leitung von Ivor Bolton, bei der Lehtipuu neben Miah Persson und David Wilson-Johnson zu hören ist.
Topi Lehtipuus Karriere als Opernsänger zeichnet sich durch eine bemerkenswerte Bandbreite aus, die von Barockopern über klassische Werke bis hin zu zeitgenössischen Kompositionen reicht. Seine Diskografie umfasst zahlreiche hochgelobte Aufnahmen, die seine stimmliche Vielseitigkeit und sein musikalisches Können dokumentieren. Als einer der führenden finnischen Tenöre im lyrischen Fach hat er sich sowohl auf der Opernbühne als auch im Konzertsaal einen Namen gemacht und wird regelmäßig von renommierten Dirigenten und Ensembles für Aufführungen und Aufnahmen engagiert.

## Tätigkeit als Kulturmanager
Topi Lehtipuu hat sich neben seiner Karriere als international renommierter Tenor auch als vielseitiger Kulturmanager und künstlerischer Berater einen Namen gemacht. Seine Tätigkeit in diesem Bereich umfasst mehrere bedeutende Positionen und Projekte im finnischen Kulturleben.
Von 2015 bis 2018 bekleidete Lehtipuu die Position des Direktors des Helsinki Festivals, einer der wichtigsten Kulturveranstaltungen Finnlands. In dieser Funktion war er sowohl für die künstlerische Leitung als auch für die Geschäftsführung verantwortlich. Das Helsinki Festival zeichnet sich durch ein breit gefächertes und innovatives Programm aus, das verschiedene Kunstformen umfasst und jährlich rund 230.000 Zuschauer anzieht. Lehtipuu kuratierte hier ein vielfältiges Angebot, das von bildender Kunst über Theateraufführungen bis hin zu verschiedenen Musikgenres reichte und auch Open-Air-Veranstaltungen in der Stadt einschloss.
Vor seinem Engagement beim Helsinki Festival leitete Lehtipuu von 2010 bis 2015 als künstlerischer Direktor die Musikfestspiele in Turku. Parallel dazu war er auch für die künstlerische Leitung der Joroinen Music Days verantwortlich, einem Kammermusikfestival im östlichen Finnland. Diese Erfahrungen in der Leitung verschiedener Musikfestivals unterstreichen Lehtipuus Expertise in der Programmgestaltung und Organisation von Kulturveranstaltungen unterschiedlicher Größenordnungen und Ausrichtungen.
Neben diesen leitenden Positionen engagierte sich Lehtipuu auch in verschiedenen Gremien und beratenden Funktionen. Von 2016 bis 2018 war er Mitglied des Vorstands von Helsinki Marketing, dem Marketingunternehmen der Stadt Helsinki. Seit 2018 ist er im Vorstand der Mustakallio-Stiftung tätig. Darüber hinaus beriet Lehtipuu verschiedene Kunstorganisationen, darunter die Sibelius-Akademie und Festivals unter der Schirmherrschaft der Stadt Bangkok.
Lehtipuus Tätigkeit als Kulturmanager zeichnet sich durch einen interdisziplinären Ansatz aus. Er nutzt seine Erfahrungen und seinen Ruf, den er in mehr als zwei Jahrzehnten Arbeit in renommierten Kultureinrichtungen sowohl als Künstler als auch als Führungskraft aufgebaut hat, um maßgeschneiderte Lösungen für verschiedene kulturelle Projekte zu entwickeln. Seine Arbeit umfasst nicht nur die Programmgestaltung und Organisation von Veranstaltungen, sondern auch die Beratung und Unterstützung bei der Entwicklung und dem Wachstum kultureller Unternehmungen.
Lehtipuus Ansatz als Kulturmanager ist geprägt von Innovation und dem Bestreben, verschiedene Kunstformen zu verbinden. Dies zeigt sich beispielsweise in seiner Beteiligung an der Entwicklung eines multidisziplinären Tanz- und Vokalprojekts mit der renommierten Tero Saarinen Dance Company, das Musik von Monteverdi einbezog. Solche Projekte verdeutlichen Lehtipuus Fähigkeit, traditionelle Kunstformen mit zeitgenössischen Ansätzen zu verbinden und neue künstlerische Ausdrucksformen zu schaffen.